# Vyvážená množina
Podmnožina S vektorového prostoru (nad tělesem K s absolutní hodnotou |•|) se označuje vyvážená množina, jestliže pro všechna α z K taková, že |α| ≤ 1 platí
{\displaystyle \alpha S\subseteq S,}
kde
{\displaystyle \alpha S:=\{\alpha x\mid x\in S\}.}

## Příklady
- Jednotková koule v normovaném vektorovém prostoru je vyvážená množina.
- Každý podprostor reálného nebo komplexního vektorového prostoru je vyvážená množina.
- Kartézský součin systému vyvážených množin je vyvážený v součinovém prostoru příslušných vektorových prostorů (nad společným tělesem K).

## Vlastnosti
- Sjednocení a průnik vyvážených množin je vyvážená množina.
- Absolutně konvexní množina je definovaná jako vyvážená konvexní množina.